# Synclinophora synclinalis
Synclinophora synclinalis är en ringmaskart som beskrevs av Alfred Eisenack 1975. Synclinophora synclinalis ingår i släktet Synclinophora, klassen havsborstmaskar, fylumet ringmaskar och riket djur. Inga underarter finns listade i Catalogue of Life.